# Escalier C (film)
Pour l’article homonyme, voir Escalier C.
Pour plus de détails, voir Fiche technique et Distribution.
Escalier C  est un film français, réalisé par Jean-Charles Tacchella et sorti en 1985. 

## Synopsis
La vie quotidienne d'un groupe de six locataires d'un immeuble. Au cœur du récit, la trajectoire de Forster Lafont, critique d'art spécialiste de Jérôme Bosch. Ce séducteur cynique et désagréable va faire l'apprentissage de la bienveillance à la suite du suicide d'une locataire.

## Fiche technique
- Titre : Escalier C
- Réalisation : Jean-Charles Tacchella, assisté de Francis de Gueltzl et Serge Ankri
- Scénario : d'après le roman Escalier C d'Elvire Murail
- Adaptation : Jean-Charles Tacchella et Elvire Murail
- Photographie : Jacques Assuérus
- Montage : Agnès Guillemot
- Musique : Raymond Alessandrini
- Son : Pierre Lenoir
- Décors : Georges Lévy
- Costumes : Olga Pelletier
- Producteur :Marie-Dominique Girodet
- Société de production : Films 7, FR3 Films
- Distribution : AMLF
- Pays de production :  France
- Langue : Français
- Format de production : Couleur  - 35 mm
- Genre : Comédie dramatique
- Durée : 97 minutes
- Dates de sortie : 
  - France : 6 juin 1985

## Distribution
- Robin Renucci : Forster
- Jean-Pierre Bacri : Bruno
- Jacques Bonnaffé : Claude
- Catherine Leprince : Florence
- Catherine Frot : Béatrice
- Michel Aumont : Joss, le typographe
- Claude Rich : le père de Forster
- Hugues Quester : Al, l'ami de Claude
- Fiona Gelin : Vanessa
- Florence Giorgetti : Charlotte
- Jacques Weber : Conrad
- Gilles Gaston-Dreyfus : Virgile
- Mony-Rey : Madame Bernhardt
- Constance Schacher : la petite Anita
- Pétronille Moss : Suzy
- Olivier Lebeau : Jacques
- Dominique Rousseau : Secrétaire galerie
- Jean-Claude Jay : Messinger
- Maïté Maillé : l'amie de Vanessa
- Jean-Marie Bernicat : l'orateur
- Marie Garcin : Vendeuse pressing
- Pierre Julien : Croque-mort crématorium
- Jacqueline Fontaine : l'habituée enthousiaste
- André Haber : fonctionnaire consulat